# تاداشی ناکامورا
تاداشی ناکامورا (به انگلیسی: Tadashi Nakamura) بازیکن فوتبال اهل ژاپن و عضو تیم ملی فوتبال ژاپن است که در تاریخ ۱۵ فوریه ۱۹۹۵ میلادی اولین بازی ملی‌اش را انجام داد. او در ۱۶ بازی ملی حضور داشت و آخرین مسابقه ملی خود را در تاریخ ۱۵ فوریه ۱۹۹۸ میلادی انجام داد. تاداشی ناکامورا در بازی‌های ملی‌اش
گلی به ثمر نرساند.